# セロリソルト

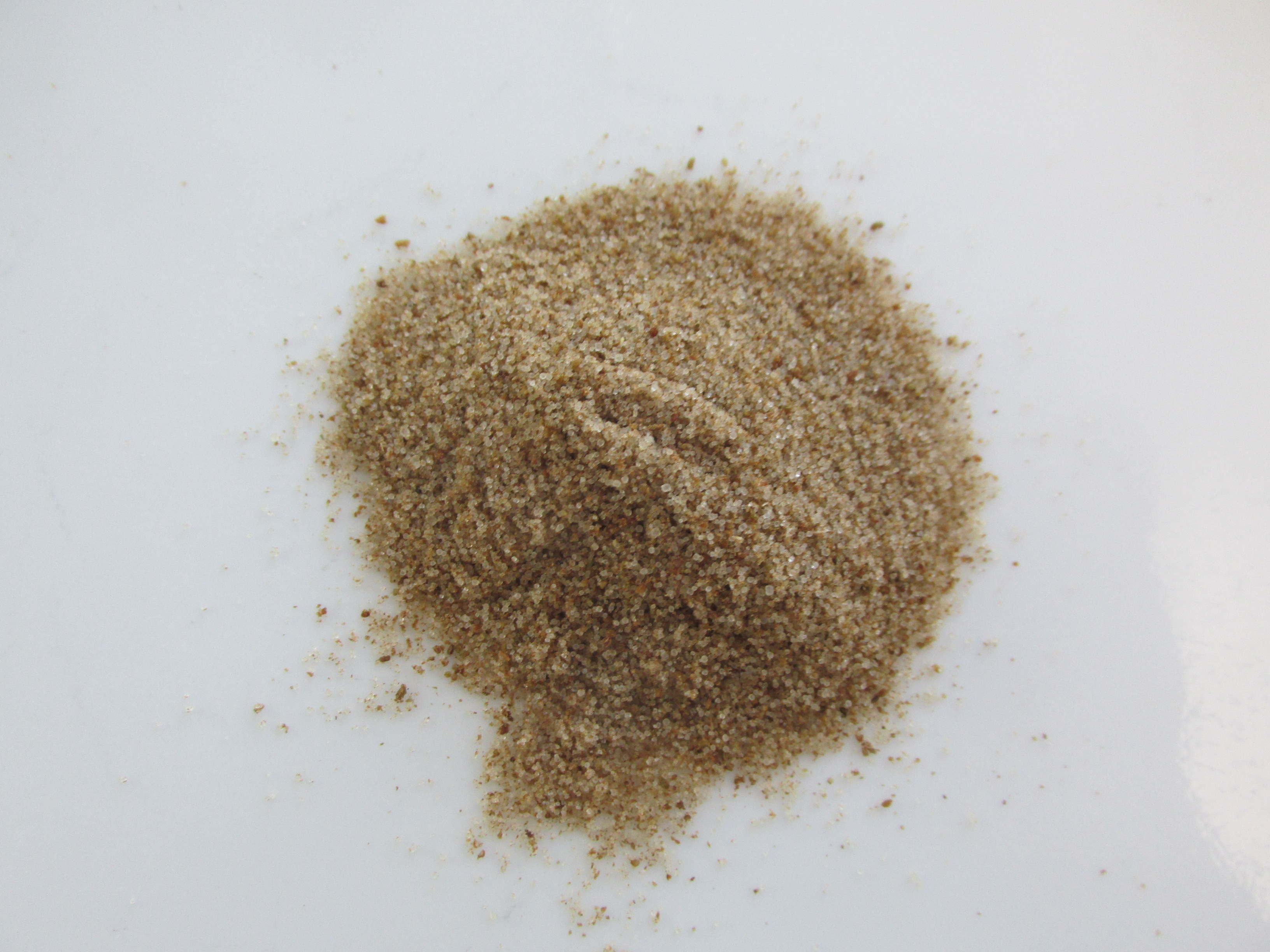
セロリソルト。

セロリソルト（セロリーソルト、セロリ塩、英: celery salt）とは料理の味付けに用いられるシーズニングソルトの一種。主成分は食塩で、セロリもしくは近縁のラベージの種を挽いたものを加えて風味を付ける。乾燥セロリやセロリシード・オレオレジンから製造されることもある。強い風味はないが、コショウに似た噛み応えや、若干の青臭さと苦みが感じられる。

## 成分
一般に二酸化ケイ素やケイ酸カルシウムのような固化防止剤が添加される。原料のセロリシードはカリウムをナトリウムの約9倍含んでいる。

## 用途
ポテトサラダやエッグサラダ、揚げ物やガーリックトーストなどさまざまな料理の風味付けに用いられる。シカゴ風ホットドッグ、ニューヨーク・システム・ウィンナーのような地域の名物で必須の材料になっていることもある。カクテルのブラッディ・マリーでグラスの縁に付ける場合がある。
秘伝とされてきたKFCフライドチキンのオリジナルレシピの「11種のハーブとスパイス」の一つだと報じられたことがある。米国全域で魚介料理に使われるスパイスミックス、オールドベイ・シーズニングの主成分の一つでもある。